# C5N
C5N (или Canal 5 Noticias) е информационен телевизионен канал от Аржентина. Според Испанския институт за информация и комуникации (IBOPE) към 2022 г. той е сред най-гледаните информационни канали в Аржентина, след TN.
Основан е през 2007 г. от бизнесмена и журналист Даниел Хадад и се управлява чрез неговия бизнес конгломерат Grupo Infobae. През април 2012 г. е придобит от Grupo Indalo и се управлява от същата компания, заедно с други медии от групата, като Radio 10, Minutouno.com и Ámbito Financiero. Покупката на канала, заедно с другите медии е направена от Кристобал Лопес, бизнесмен и тогавашен президент на холдинга. През 2016 г., като част от преструктуриране и разделяне на активите, мултимедийният сектор на групата преминава в ръцете на бизнесмена Фабиан де Соуза (тогава акционер и вицепрезидент на Кристобал Лопес в холдинга). Седалището на каналът е разположено в квартал Чакарита в град Буенос Айрес, където през 2017 г. каналът е преместен, заедно с другите медии от групата. Там оперира продуцентската компания Showmatch.